# قبر اليراعات (فلم 2005)
قبر اليراعات (باليابانية: 火垂るの墓)، هو فلم تلفزيوني ياباني لعام 2005 مقتبس من الرسوم المتحركة قبر اليراعات، من اخراج تويا ساتو، ومن بطولة هوشي إيشيدا وماو ساساكي وناناكو ماتسوشيما وتسويوشي إيهارا.